# Yamaguchi Falcão Florentino
Yamaguchi Falcão Florentino, född 24 december 1987 i São Mateus, Brasilien, är en brasiliansk boxare som tog OS-brons i lätt tungviktsboxning 2012 i London. Han är bror till Esquiva Falcão Florentino.